# Jan Loth
Jan Tadeusz Loth (ur. 31 sierpnia 1900 w Warszawie, zm. 7 czerwca 1933 w Otwocku) – polski piłkarz, grający na pozycjach bramkarza, pomocnika oraz napastnika, także lekkoatleta i tenisista. Brat Stefana Lotha.

## Życiorys
Najbardziej znaczącym klubem w karierze Jana Lotha była Polonia Warszawa. Piłkę nożną w klubie zaczął uprawiać w 1918 roku. Po wykazaniu się świetną dyspozycją i zdobyciu wicemistrzostwa kraju, powołany został na pierwszy mecz w historii reprezentacji Polski z Węgrami w 1921 roku w Budapeszcie (1:0 dla Węgrów). Za grę w tym spotkaniu zebrał świetne oceny i został uznany za najlepszego Polaka w tym meczu przez kibiców (na samym meczu było tylko dwóch polskich widzów – Edward Kleinadel i Wacław Babulski) i dziennikarzy z Węgier i Polski. Kilka lat później zmienił pozycję i zaczął grać w pomocy oraz napadzie. W 1926 roku po raz kolejny z drużyną Polonii Warszawa zdobył wicemistrzostwo Polski. Loth grał również w tenisa ziemnego oraz uprawiał lekkoatletykę. Był rekordzistą kraju w sztafecie 4 × 400 metrów i wicemistrzem w skoku wzwyż. W 1927 roku przestał grać w piłkę, w 1930 w tenisa. W reprezentacji Polski rozegrał 5 meczów, w tym 3 jako bramkarz. To jedyny polski piłkarz, który na szczeblu pierwszej reprezentacji grał i w bramce, i w polu.
Zmarł na gruźlicę. Został pochowany na cmentarzu ewangelicko-augsburskim w Warszawie (aleja F, grób 34).

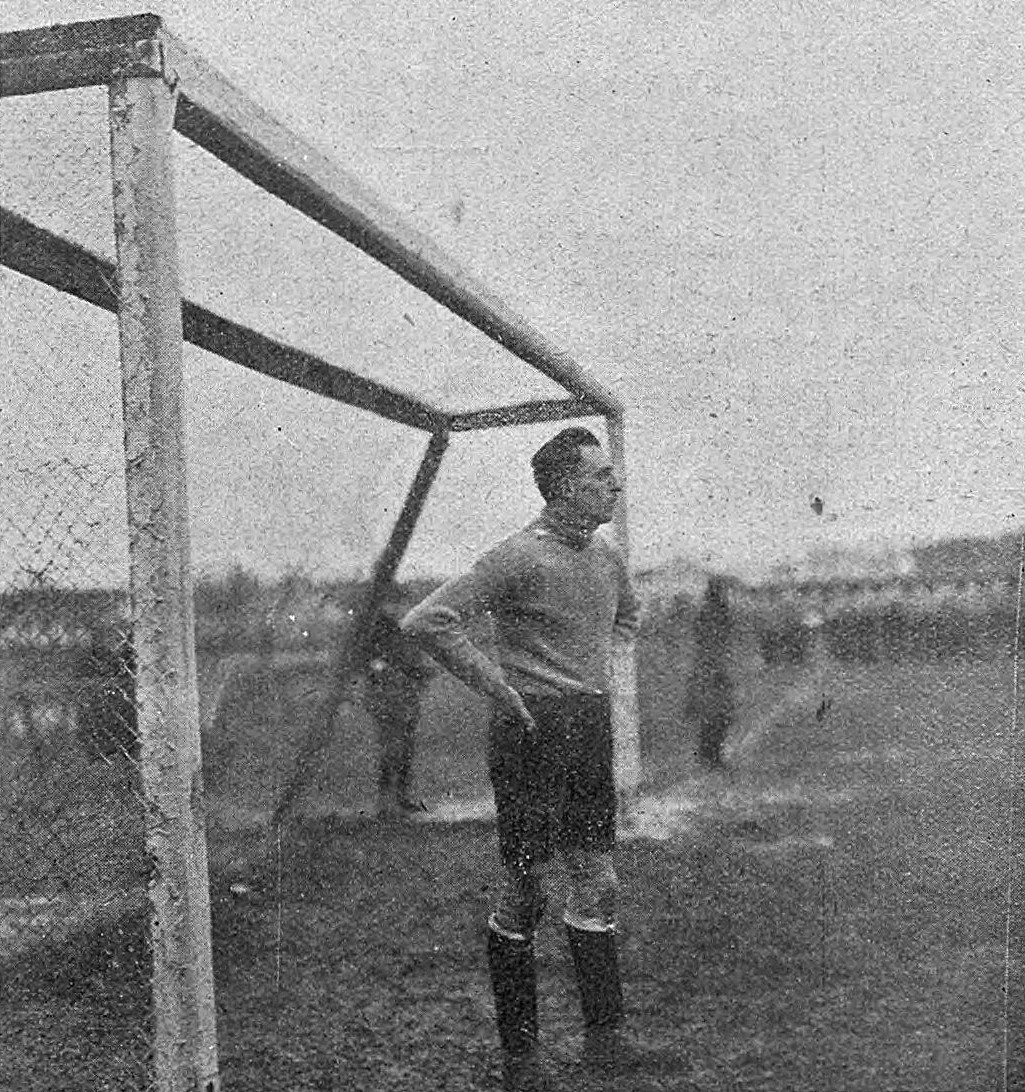
Jan Loth w bramce Polonii (1925)

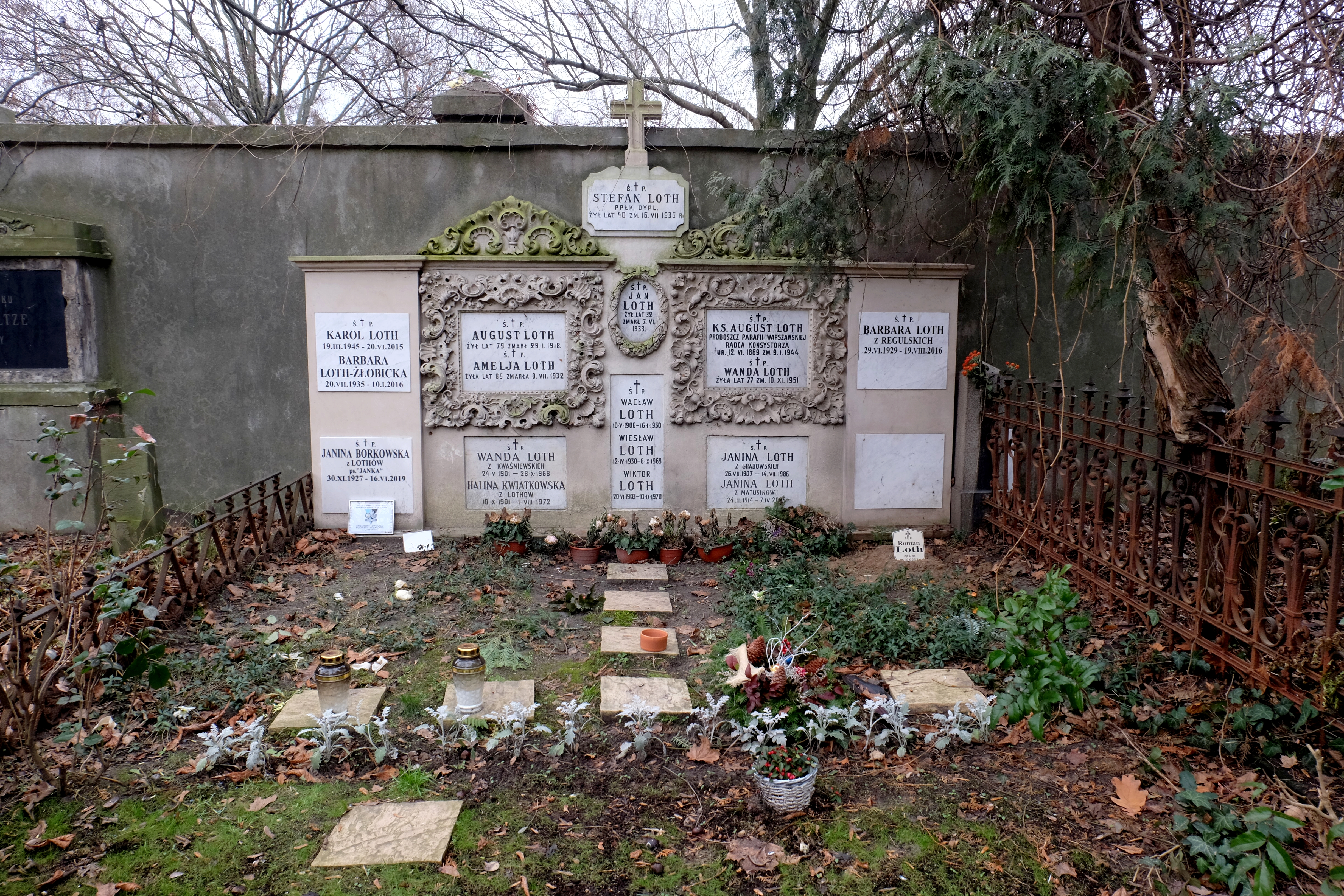
Grób Jana Lotha

## Odznaczenie
- Srebrny Krzyż Zasługi (19 marca 1931)[3]